# Яї Боні
Томас Яї Боні (фр. Thomas Yayi Boni, нар. 1 липня 1952, Чауру) — президент Беніну з 6 квітня 2006 року до 6 квітня 2016, замінив на цьому посту Матьє Кереку. Голова Африканського Союзу з 29 січня 2012 року до 27 січня 2013. На цій посаді його замінив Гайле Мар'ям Десалень

## Біографія
Боні народився в Чауру, Боргу, департаменті північного району французької колонії Дагомеї. Здобув освіту в Параку, а потім навчався на економічному факультеті Національного університету Беніну. Вивчав банківську справу в Дакарі, Сенегал, а потім економіку й політологію в Орлеанському університеті у Франції та в Університеті Парижа, де він здобув докторський ступінь з економіки 1976 року.
Боні з 1980 до 1988 року працював у Центральному банку держав Західної Африки, ставши заступником директора у штаб-квартирі, що розміщується в Дакарі. 1988 року він став заступником директора Центру банківських досліджень з професійного розвитку в Західній Африці, в Дакарі. З 1992 до 1994 року він працював у кабінеті президента Беніну Нісефора Согло, відповідав за грошово-кредитну й банківську політику. Зрештою, 1994 року його було призначено на пост голови Західноафриканського банку розвитку (ЗАБР), за працю в якому був нагороджений національним орденом за заслуги Французької Республіки.
В першому турі президентських виборів, що відбулись 5 березня 2006 року, за Боні було віддано 32 відсотки голосів. Його найближчий суперник, Адрієн Хунгбеджі, отримав 25 відсотків. Решта двадцять шість кандидатів, які узяли участь у виборах здобули значно меншу кількість голосів. У другому турі виборів, що відбувся 19 березня, Боні переміг, набравши 75 відсотків голосів виборців.
Походить з мусульманської родини, нині Боні перейшов у протестантську віру. Він має п'ятьох дітей, а його дружина Шанталь (уроджена де Соуза), яка народилась у портовому місті Уїда, є племінницею колишнього політичного лідера країни Поля-Еміля де Соузи.

### Замах
15 березня 2007 року Яї Боні вижив після замаху на його життя. На його охорону було здійснено напад неподалік від селища Ікемон під час повернення з мітингу в ході передвиборчої кампанії в місті Уессе перед парламентськими виборами. Нападники перекрили дорогу поваленими деревами й обстріляли автомобіль, в якому мав перебувати президент, однак Боні того дня їхав в іншій машині. Декого з його охоронців було поранено під час перестрілки з нападниками.
Однак ця інформація не є цілком достовірною, оскільки всі джерела посилаються на офіційну інформацію президентської адміністрації. Перевірка цієї інформації донині залишається неможливою.
У вересні 2021 року Патріс Талон і Томас Боні Яї, політичні союзники, які стали близькими ворогами, зустрілися в палаці Марина в Котону. Під час цього тету-а-тету Томас Боні Яї представив Патрісу Талону ряд пропозицій та прохань, зокрема, щодо звільнення «політичних затриманих».